# Genu recurvatum
La hiperextensión de rodilla o genu recurvatum es una deformidad en la articulación, por lo que la rodilla se dobla hacia atrás. En esta deformidad, se produce una extensión excesiva de la articulación tibiofemoral. Es más común en mujeres y personas con laxitud ligamentosa familiar. Puede ser leve, moderada o grave.
Representa la extensión superior a 180° de la rodilla y mayormente se presenta de forma bilateral, simétrica y asintomática. El desarrollo de la enfermedad puede ser congénita o adquirida. Su desarrollo puede provocar dolor de rodilla y osteoartritis de rodilla.

## Causas
Los siguientes factores pueden estar involucrados en la causa de esta deformidad:
- Laxitud inherente de los ligamentos de la rodilla.
- Debilidad del músculo bíceps femoral
- Inestabilidad de la articulación de la rodilla debido a ligamentos y lesiones de la cápsula articular.
- Alineación inadecuada de la tibia y el fémur.
- Unión defectuosa de los huesos alrededor de la rodilla
- Debilidad en los músculos extensores de la cadera.
- Debilidad del músculo gastrocnemio (estando de pie)
- Lesión de la neurona motora superior (por ejemplo, hemiplejía como resultado de un accidente cerebrovascular )
- Lesión de la neurona motora inferior (por ejemplo, en el síndrome pospoliomielítico )
- Déficit en la propiocepción articular
- Discrepancia en la longitud de las extremidades inferiores
- Genu recurvatum congénito
- Parálisis cerebral
- Distrofia muscular
- Dorsiflexión limitada (contractura en flexión plantar)
- Debilidad del músculo poplíteo
- Trastornos del tejido conectivo. En estos trastornos, hay problemas de movilidad articular excesiva (hipermovilidad articular). Estos trastornos incluyen:
  - síndrome de Marfan
  - Síndrome de Loeys-Dietz
  - Síndrome de Ehlers-Danlos
  - Síndrome de articulación hipermóvil benigna
  - Enfermedad de la osteogénesis imperfecta

## Fisiopatología
Los factores más importantes de la estabilidad de la rodilla incluyen:
- Ligamentos de la rodilla: su articulación está estabilizada por cuatro ligamentos principales:
  - Ligamento cruzado anterior
  - Ligamento cruzado posterior
  - Ligamento colateral medial
  - Ligamento colateral lateral
- Cápsula articular (especialmente cápsula posterior de la rodilla)
- Músculo cuádriceps femoral
- Alineación adecuada del fémur y la tibia (especialmente en la posición de extensión de la rodilla)

## Tratamiento
El tratamiento generalmente incluye lo siguiente:
- Terapia farmacológica para el tratamiento inicial de la enfermedad
- Fisioterapia, beneficiosa en pacientes que se quejan de dolor o malestar.
- Terapia ocupacional
- Uso de dispositivos de asistencia adecuados, como ortesis.
- Tratamiento quirúrgico